# I'll Be Missing You
I'll Be Missing You is een nummer van de Amerikaanse rapper Puff Daddy, zangeres Faith Evans en r&b-groep 112 uit 1997. Het nummer is een eerbetoon aan de op 9 maart 1997 vermoorde rapper The Notorious B.I.G., de beste vriend van Puff Daddy, en echtgenoot van Faith Evans.
"I'll Be Missing You" bevat een sample van het nummer Every Breath You Take van The Police uit 1983, en werd een wereldwijde hit. Met meer dan acht miljoen verkochte exemplaren werd het nummer een van de best verkochte singles ooit. In veel landen haalde het nummer de eerste positie, ook in de Nederlandse Top 40 en de Vlaamse Ultratop 50.